# Carlos Ochoa Nieves
Carlos M. Ochoa Nieves (Cusco, 1920 - Lima, 2008), fue un ingeniero agrónomo, botánico, explorador y científico peruano.

## Biografía
Natural del Cusco, ingeniero agrónomo graduado en la Universidad Mayor de San Simón de Cochabamba, Bolivia. Magíster en Ciencias de la Universidad de Minnesota en Estados Unidos. Era profesor titular de la Universidad Nacional Agraria La Molina. Doctor honoris causa, título conferido por la Universidad Ricardo Palma y científico emérito del Centro Internacional de la Papa.
Como explorador y botánico, genetista y taxónomo hizo numerosas publicaciones científicas sobre las papas recolectadas en el curso de sus exploraciones botánicas (1950-1995), en todo el continente americano. Fue un importante especialista en la familia de las Solanaceae, que realizó mejoras genéticas en papa y trigo, y acciones taxonómicas. Así, desarrolló las variedades mejoradas de papa Renacimiento, Mantaro, Antarqui, Tomasa Condemayta, Yungay y otras, que han aumentado la producción de papa en el Perú.
Participó en la clasificación de más de 12 mil muestras de papas nativas cultivadas, agrupándolas en 11 especies en 3600 morfotipos diferentes. Asimismo, recolectó y clasificó cerca de 1700 colecciones de papas silvestres, agrupándolas en 140 especies. A julio de 2008 se poseen 377 registros IPNI de sus identificaciones y nombramientos de nuevas spp., la mayoría en las solanáceas; publicando habitualmente en: Backeb. Cactac. Handb. Kakteenk.; Cactaceae (Backeberg); I.O.S. Bull.; Phytologia; Spec. Lupinorum; Revista Acad. Colomb. Ci. Exact.; Anales Ci., Univ. Nac. Agrar., Lima; Prikl. Bot. Genet. Selek.; Agronomia (Lima); Papas Sudamer. Peru; Amer. Potato J.; Bol. Soc. Argent. Bot.; Darwiniana; Solanum Tuber. Silvest. Peru; Wrightia; Lorentzia; Biota

## Cargos
- Jefe del Departamento de Mejoramiento de Plantas del Centro Regional de Investigación y Experimentación Agrícola del Centro (CRIEAC), Estación experimental del Centro en el Valle del Mantaro, Huancayo, Junín (1947-1955)
- Docente de la Escuela de Graduados de la Universidad Nacional Agraria (UNA), La Molina, Lima (1956-1974)
- Fundador y director del Programa Nacional de Papa del Ministerio de Agricultura y del Programa de Papa de la Universidad Nacional Agraria (UNA), La Molina, Lima (1956-1973)
- Jefe del Departamento de Taxonomía en el Centro Internacional de la Papa, Lima (CIP) (1974-1990)

## Colaboraciones
- Departamento de Botánica del Museo Nacional de Historia Natural, Smithsonian Institution;
- Universidad de Harvard; del Jardín Botánico de Nueva York;
- Jardín Botánico de Misuri, San Luis;
- Proyecto IR-1, del Departamento de Agricultura de los Estados Unidos;
- Istituto agronomico per l'oltremare de Florencia, Italia;
- Instituto Max Planck, en Alemania;
- Museo de Historia Natural de París, en Francia;
- Museo Británico y Kew Gardens, en Inglaterra,
- Instituto de Mejoramiento de Plantas Svalof, en Suecia;
- Programa holandés de Mejoramiento de Papa, Wageningen, Holanda;
- Institutos Vavilov y Komarov en San Petersburgo, Rusia.

## Reconocimientos
- "William L. Brown Award". Premio a la Excelencia en la conservación de los Recursos Genéticos. Genetic Resources Communications Systens, Inc, (GRCS). EE. UU. 2001
- Distinguido Etnobotánico, por la Society for Economic Botany. EE. UU. 1997
- "Feinstein Hunger Award". Premio por Investigación y Enseñanza, Brown University. EE. UU. 1994.
- Medalla Agrícola Interamericana. Instituto Interamericano de Cooperación para la Agricultura. Torrialba, Costa Rica. 1992-1993
- Alumno distinguido. Patólogo, Mejorador, Taxónomo y Autor. Departamento de Patología de Plantas, University of Minnesota. EE. UU. 1993.
- Miembro Honorario Activo de la New York Academy of Sciences. EE. UU. 1993.
- Premio Interamericano de Ciencias: "Bernardo Houssay". Organización de Estados Americanos (OEA), Washington D. C.. EE. UU. 1992
- Medalla "Frank N. Meyer". Recursos Genéticos en Plantas. Crop Science Society of America. EE. UU. 1991
- Científico Emérito. Centro Internacional de la Papa. Lima, Perú. 1988
- Miembro Honorario Vitalicio. Asociación Latinoamericana de Papa. Lima, Perú. 1988
- Miembro Honorario Vitalicio. The Potato Association of America. EE. UU. 1987
- Miembro Honorario. Instituto Ecuatoriano de Ciencias Naturales. Quito, Ecuador. 1970
- Diploma al Mérito. The Potato Association of America. EE. UU. 1963
- Diploma de Reconocimiento, Centro Internacional Agrícola. Wageningen, Holanda. 1961
- Orden del Mérito en el Grado de Comendador, Lima, Perú, 2001
- Diploma de "Honor al Mérito", Universidad Nacional de Cajamarca, 1998
- Miembro Honorario de la Academia Nacional de Ciencia y Tecnología
- Trofeo "Bárbara D´Achile" Defensa del Medio Ambiente, Banco Continental, Lima, Perú
- Diploma de la Sociedad de Ingenieros del Perú, Lima, 1996
- Orden del Mérito Agrícola en el Grado de Comendador, Lima, Perú. 1964

## Membresías
- Botanical Society of America, 1987
- Kakkten und Andere Sukulenten, Deutsche, 1980
- Economic Botany Association, U.S.A, 1978
- Linnean Society of London, 1976
- Cactus Succulent Society of America, 1975
- European Potato Research Asosciation, 1974
- Sociedad Botánica de Argentina, 1960
- Sociedad Botánica del Perú, 1955

## Libros
- 1962. Los Solanum tuberiferos silvestres del Perú. Lima: Editorial Villanueva, 297 pp.
- 1991. The Potatoes of South America. Bolivia. Cambridge Press. 570 pp. ISBN 0-521-38024-3
- 1999. Las papas de Sudamérica. Lima: Centro Internacional de la Papa. ISBN 92-9060-197-3
- 1999. Las Papas de Sudamérica: Perú. Editorial Allen Press, EE. UU. 1036 pp.
- 2001. Las Papas de Sudamérica: Bolivia. La Paz: Editorial Plural, 535 pp.
- 2006 (con D. Ugent). La Etnobotánica Del Perú: Desde La Prehistoria Al Presente. Lima: Consejo Nacional de Ciencia,Tecnología e Innovación Tecnológica, CONCYTEC. 379 pp. ISBN 9972-50-050-0

- La abreviatura «Ochoa» se emplea para indicar a Carlos Ochoa Nieves como autoridad en la descripción y clasificación científica de los vegetales.[2]